# Парламентские выборы во Франции (1967)
Парламентские выборы 1967 года во Франции состоялись 5 и 12 марта. На них было избранo третьe Национальное собрание Пятой республики.

## Контекст выборов и их последствия
В декабре 1965 году Шарль де Голль в результате всеобщих прямых президентских выборов был переизбран президентом республики. Однако, неожиданно для этого потребовался второй тур, где ему противостоял Франсуа Миттеран. Это позволило Миттерану стать лидером левых сил. Он образовал предвыборную коалицию левых некоммунистических партий Федерацию демократических и социалистических левых и заключил предвыборное соглашение с Коммунистической партией.
Правая оппозиция де Голлю собралась в Демократический центр под руководством Жана Леканюэ, другого кандидата на прошедших президентских выборах.
В результате выборов президентское большинство выиграло с перевесом лишь в одно место. Левые силы улучшили свои позиции благодаря согласованной позиции. Премьер-министром стал вновь Жорж Помпиду.

## Результаты

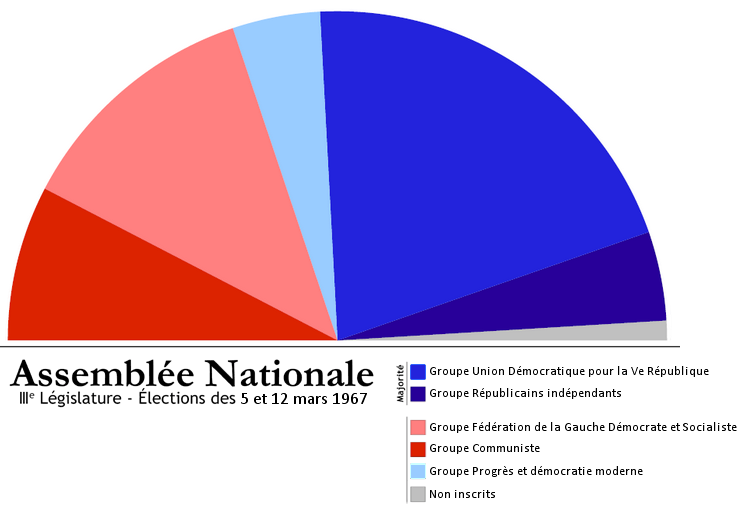
Распределение голосов по партиям.

| Партии и коалиции                              | Партии и коалиции                                                                                    | Сокр. | Голоса (тур 1) | % (тур 1) | Места (тур 2) |
| ---------------------------------------------- | --- | ----- | -------------- | --------- | ------------- |
|                                                | Союз демократов за Пятую республику (Union des démocrates pour la Cinquième République)              | UD5   | 7 182 473      | 32.1      | 200           |
|                                                | Демократический центр (Centre démocrate)                                                             | CD    | 2 829 998      | 12.6      | 41            |
|                                                | Независимые республиканцы (Républicains indépendants)                                                | RI    | 1 266 509      | 5.7       | 42            |
|                                                | Прочие правые                                                                                        | DVD   | 821 097        | 3.7       | 9             |
|                                                | Всего правые («Президентское большинство» и CD)                                                      |       | 12 100 077     | 54.1      | 292           |
|                                                | Французская коммунистическая партия (Parti communiste français)                                      | PCF   | 5 039 032      | 22.5      | 73            |
|                                                | Федерация демократических и социалистических левых (Fédération de la gauche démocrate et socialiste) | FGDS  | 4 224 110      | 19.0      | 116           |
|                                                | Объединённая социалистическая партия (Parti socialiste unifié)                                       | PSU   | 495 412        | 2.2       | 3             |
|                                                | Прочие левые                                                                                         | DVG   | 319 651        | 1.4       | 2             |
|                                                | Всего левые                                                                                          |       | 10 078 205     | 45.1      | 194           |
|                                                | Республиканский альянс за свободу и прогресс (Alliance Républicaine pour les Libertés et le Progrès) | ARLP  | 191 412        | 0.9       | -             |
|                                                | Всего                                                                                                |       | 22 369 514     | 100       | 486           |
| Не участвовало: 19,1 % (тур 1); 31,3 % (тур 2) | |       |                |           |               |